# Alfred Escher

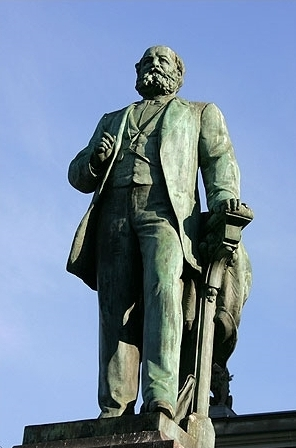
Monument a Alfred Escher, Bahnhofplatz Zuric.

Johann Heinrich Alfred Escher vom Glas, conegut comunament com a Alfred Escher (Zúric, 20 de febrer de 1819 - ibíd., 6 de desembre de 1882) va ser un polític, industrial i pioner suís dels ferrocarrils.

## Antecedents i família
Alfred Escher pertanyia a l'antiga i molt influent família Escher vom Glas, de la qual procedeixen nombrosos polítics i enginyers. El seu avi, Hans Kaspar Escher (1755-1831), va haver d'emigrar després de la gran fallida a Zuric i va prestar servei militar a Rússia. El seu pare va ser el comerciant Heinrich Escher (1776-1853), qui després de dues estades als Estats Units (1795-1806 i 1812-1814) va adquirir una gran fortuna, i la seva mare va ser Henriette Lydia Zollikofer.
Alfred Escher va créixer en la vila construïda pel seu pare, la "Vila Belvoir", en el districte Enge de la ciutat de Zuric, lloc on va residir tota la seva vida. L'any 1857 es va casar amb Auguste von Uebel (1838-1864). Del matrimoni van néixer les seves filles Lydia i Hedwig, que va morir quan era nena. Lydia Escher es va casar l'any 1883 amb Friedrich Welti (1857-1940), fill del Conseller Federal Emil Welti. El 1890, poc abans de la fi de la seva tràgica vida, va utilitzar la fortuna Escher per crear la fundació Gottfried Keller.

## Polític
Alfred Escher va iniciar la seva xarxa de contactes polítics des de l'associació d'estudiants Zofingia. Amb 25 anys acabats de complir, Escher va ser admès en el Gran Consell del Cantó de Zuric i l'any 1846 va ser triat membre de la Dieta Federal de Suïssa. El 6 de novembre de 1848 va ser nomenat vicepresident del Consell Nacional. A aquest consell va pertànyer ininterrompudament fins al final de la seva vida i en fou tres vegades el seu president.
Al llarg de la seva carrera, va estar involucrat almenys en 200 comissions. Entre els seus amics del partit polític estaven Jonas Furrer, primer President federal i els membres del consell Jakob Stämpfli i Emil Welti. A Alfred Escher se li va arribar a denominar amb els àlies de König Alfred (rei Alfred) i Tsar von Zürich (tsar de Zuric). En la política, un dels seus principals opositors era el socialista Karl Bürkli.

## Cofundador de la Suïssa moderna
Alfred Escher va ser cofundador de l'empresa Schweizerische Kreditanstalt (avui Crédit Suisse, el segon banc més gran de Suïssa), de la Schweizerische Rentenanstalt (avui Swiss Life, l'asseguradora de vida més gran de Suïssa), així com del Polytechnikum (avui ETH), i del Ferrocarril Suís del Nord-est. El seu treball més reconegut va ser la construcció del ferrocarril de Sant Gotard.

## El rei dels ferrocarrils
Des de l'inici, Escher va destacar com a polític dels ferrocarrils i va llançar una moció per al planejament d'una xarxa ferroviària general per tota Suïssa. A més, va proposar que la concessió fos per a empresaris privats. La majoria dels designats a la comissió i dels membres del Govern eren de l'opinió que la construcció de les línies ferroviàries havia de ser responsabilitat de l'Estat, mentre que la minoria, recolzats per Escher, creien el contrari. En 1852 es va començar a deliberar una llei de ferrocarrils i el 28 de juliol del mateix any aquesta va ser aprovada pel parlament. En aquesta llei s'estipulava que s'havia de preservar la llibertat de les empreses i que l'Estat federal no havia de rebutjar concessions més que per raons militars.
Alfred Escher volia provar també que era possible construir amb èxit ferrocarrils privats, i va ser president del ferrocarril Zürich-Bodenseebahn (Zuric a Romanshorn en el llac de Constança), el qual va rebre la concessió federal el 28 de gener de 1853. Aquest ferrocarril es va fusionar després amb el Schweizerischen Nordbahn (Ferrocarril del Nord). En l'assemblea de fundadors del 12 de setembre de 1853 va ser triat president de la direcció i es va mantenir en aquest lloc fins a principis de 1872, quan va ascendir a la cúspide de l'empresa del ferrocarril del Sant Gotard. No obstant això, fins al dia de la seva mort en 1882 va seguir sent president de la junta administrativa del Nordostbahn (Ferrocarril del Nord-est).
Escher va proposar inicialment un ferrocarril alpí per a Suïssa. L'any 1861 va suggerir primer la línia passant pel Lukmanier, la qual després va rebutjar per raons tècniques que recomanaven construir un ferrocarril sota el port de muntanya de Sant Gotard. Per la seva iniciativa, a l'agost de 1863, 15 cantons i les empreses Centralbahn i Nordostbahn van acordar formar l'Associació per a la Construcció del Ferrocarril de Sant Gotard (Vereinigung zur Anstrebung der Gotthardbahn). Escher va participar en el comitè de negociacions que reunia als capitalistes, les autoritats federals i cantonals, els governs dels països veïns Alemanya i Itàlia, així com altres grups interessats. Poc després, el projecte de construir el ferrocarril de Sant Gotard va triomfar finalment sobre les altres propostes de ferrocarrils alpins.
L'any 1872 Alfred Escher va ser triat director de l'administració del ferrocarril de Sant Gotard, i a mitjan 1873 van donar començament les obres. No obstant això, grans dificultats i augments imprevists en els costos de construcció van entelar el projecte. A causa d'això, van sorgir grans crítiques en contra de la direcció d'Escher. Mentre la direcció es traslladava de Zúric a Llucerna, el 2 de juliol de 1878 Alfred Escher va renunciar al seu lloc. Alfred Escher no va ser convidat a la inauguració l'any 1880 del túnel ferroviari de Sant Gotard, una de les obres necessàries per al ferrocarril de Sant Gotard, ni va poder assistir a l'obertura del mateix l'1 de juny de 1882. Escher va morir a la fi d'aquest any.

El 22 de juny de 1889 es va instal·lar a la plaça de l'estació de trens de Zuric un monument creat per Richard Kissling per recordar a Alfred Escher com a pioner de la xarxa de ferrocarrils de Suïssa.
El patrimoni d'Alfred Escher es troba en els següents arxius i biblioteques:
- Arxiu Federal Suís (Schweizerisches Bundesarchiv), Berna.

- Biblioteca Nacional del Cantó de Glarus (Landesbibliothek des Kantons Glarus), Glarus.

- Arxiu Estatal del Cantó de Zuric (Staatsarchiv des Kantons Zürich), Zuric.

## Llista dels càrrecs d'Alfred Escher
Aquesta llista segueix sense tenir parangó en tota Suïssa:
- 1840-1841: President de l'associació d'estudiants de Zofingia.

- 1844-1882: Parlament cantonal de Zuric.

- 1844-1847: Docent privat a la Universitat de Zuric.

- 1848-1855: Govern de Zuric (executiu).

- 1848-1882: Consell Nacional (parlament federal).

- 1849-1855: Membre del consell d'esglésies de Zuric.

- 1849-1850: President del Consell Nacional.

- 1853-1872: President de l'adreça del ferrocarril Nordostbahn.

- 1854-1882: Vicepresident del consell escolar del ETH.

- 1856-1857: President del Consell Nacional.

- 1856-1878: President del consell d'administració de Schweizerische Kreditanstalt (avui Crédit Suisse).

- 1858-1874: President del consell de supervisió de Rentenanstalt (avui Swiss Life).

- 1859-1875: Membre del parlament de la ciutat de Zuric.

- 1862-1863: President del Consell Nacional.

- 1872-1878: President de l'adreça de l'empresa del ferrocarril Gotthardbahn.

- 1872-1882: President de l'administració del ferrocarril Nordostbahn.

- 1879-1882: President de l'administració de Schweizerische Kreditanstalt (avui Crédit Suisse).